# Richmond (Schiff, 1923)
Die Richmond, auch USS Richmond (Kennung: CL-9), ist ein Leichter Kreuzer der Omaha-Klasse der US-amerikanischen Marine, der von 1923 bis 1945 in Dienst stand.

## Geschichte
Der Bauauftrag für die spätere Richmond, benannt nach der Hauptstadt des US-Bundesstaates Virginia, wurde an die Werft William Cramp and Sons in Philadelphia vergeben. Diese legte den Rumpf am 16. Februar 1920 auf Kiel und der Stapellauf erfolgte am 29. September 1921, mit Taufe durch Miss Elizabeth S. Scott. Die Indienststellung erfolgte am 2. Juli 1923 unter dem Kommando von Captain David F. Boyd.
Das Schiff am Zweiten Weltkrieg teil, hauptsächlich im Gebiet der Aleuten und, ab 1944, der Kurilen. Am 27. März 1943 nahm die Richmond an der Seeschlacht bei den Komandorski-Inseln teil.
Nach dem Pazifikkrieg wurde das veraltete Schiff am 21. Januar 1946 außer Dienst gestellt und im selben Jahr zur Abwrackung verkauft.